# Azione popolare
L'azione popolare, nell'ordinamento giuridico italiano, è un'azione esperibile da un qualsiasi soggetto a tutela di un interesse diffuso e non di una propria situazione giuridica soggettiva.

## Azioni suppletive
Le azioni suppletive sono azioni inquadrabili nel fenomeno della sostituzione processuale, utili al cittadino per supplire all'inerzia della amministrazione in difesa di interessi non tutelati dalla amministrazione stessa. Rientra in questa tipologia l'azione ex art. 9 TUEL (d.lgs. 267/2000), in base al quale ciascun elettore può far valere in giudizio le azioni e i ricorsi che spettano al comune e alla provincia.

## Azioni correttive
Le azioni correttive sono rivolte sempre nei confronti della stessa amministrazione con la finalità di far valere una situazione di illegittimità provocata dall'amministrazione stessa. 
A differenza delle azioni suppletive, non sono inquadrabili nel fenomeno della sostituzione processuale, e vengono considerate come forme di democrazia diretta. 
Rientra in questa tipologia l'azione ex art. 70 TUEL: la decadenza dalla carica di sindaco, presidente della provincia, consigliere comunale, provinciale o circoscrizionale può essere promossa in prima istanza da qualsiasi cittadino elettore del comune, o da chiunque altro vi abbia interesse. 
L'azione si propone davanti al tribunale civile.